# Роберт Вільсон Шуфельдт
Роберт Вільсон Шуфельдт (англ. Robert Wilson Shufeldt; 1 грудня 1850 — 21 січня 1934) — американський остеолог, міолог, музеєзнавець та етнограф. Зробив великий внесок у порівняльну анатомію птахів і криміналістичу науку. У нього були стійкі расистські погляди, зокрема він був прихильником панування білої раси.

## Біографія
Народився у 1850 році у Нью-Йорку у сім'ї адмірала Роберта Вільсона Шуфельдта і Сари Шуфельдт. Шкільну освіту здобув в Сполучених Штатах та Гавані. Після школи служив помічником капітана на американському канонері USS Proteus, який перебував під командуванням його батька. У 1872 році почав вивчати медицину у Корнельському університеті, який закінчив у 1876 році. Служив хірургом у Форт Макгенрі. брав участь у війні проти індіанців сіу. Вийшов на пенсію в 1891 році у званні капітана. Поступив на службу в Медичний музей армії куратором. Пішов у відставку 9 січня 1919 року.

## Науковий внесок
Шуфельдт збирав зоологічні та ботанічні колекції, опублікував праці з остеології. Був почесним куратором в Смітсонівському інституті у 1882—1892 роках.
Опублікував понад 1100 нотаток і книг з природознавства; спеціалізувався на анатомії та систематиці птахів, зокрема вивчив останнього відомого живого мандрівного голуба. Він цікавився викопними птахами і допоміг Альфреду Ньютону у написані книги «Словник птахів» (A Dictionary of Birds). Йому приписується термін «палеопатологія» — вивчення хвороб та причини смерті на основі викопних зразків. Він також захоплювався фотографією, використовуючи її для дослідження птахів та анатомії людини. Опублікував доповідь про таксідермію та книгу «Дослідження людської форми для художників, скульпторів та вчених» (1908), яка включала багато фотографій ню. Він також був колекціонером людських скелетів і відомий тим, що сплюндрував багато індіанських могил.

## Особисте життя
Шуфельд був тричі одружений: спершу до Кетрін Бабкок, потім до Флоренції Одюбон (онучці Джона Джеймса Одюбона), а потім одружився з норвежкою Альфільдою Дагні Лаум.
Перша його дружина Кетрін покінчила життя самогубством у притулку. Друга дружина Флоренція Одюбон покинула Шуфельдта після двох місяців шлюбу, звинувативши його в перелюбності. Флоренція подала на розлучення на тій підставі, що Роберт мав стосунки з норвезькою економкою, яка пізніше стала його третьою дружиною. У цей час він опублікував брошуру під назвою «Про жіночу імпотенцію», в яку входила фотографія оголеної жінки, яку він назвав мулаткою, але, можливо, це була його дружина пані Одюбон. Цей документ, що описує його особисті проблеми, який був завуальований як медичне дослідження і призначений для шантажу Флоренції. Брошура була опублікована як дослідження Смітсонівського інституту, що викликало обурення керівництва інституту і призвело до звільнення Шуфельдта у 1897 році. Шуфельдт відмовився сплачувати аліменти після розірвання шлюбу та оголосив про банкрутство.